# Vulfário de Iorque
Vulfário (em inglês antigo: Wulfhere; em latim: Vulfarius) ou Ulfredo (em latim: Uulfredus) foi arcebispo de Iorque entre 854 e 900.

## Vida
Vulfário foi consagrado em 854. Em 867, os danos atacaram Iorque e capturaram-a. Vulfário fez a paz com os invasores e ficou em Iorque. Em 872, os nortúmbrios se rebelaram contra os danos e seus colaboradores e Vulfário fugiu de Iorque. Depois, encontrou refúgio com o rei Burgredo da Mércia. Vulfário foi reconvocado em 873 e continuou em Iorque até sua morte em 892/900. Após sua morte, a sé permaneceu vaga por 8 anos. Em 873/875, foi um dos destinatários das cartas do papa João VIII (r. 872–882) aos clérigos da Britânia nas quais solicitava que abandonassem suas roupas ordinárias e adotassem as vestimentas clericais segundo a Igreja de Roma.